# Воскресенское (Лежневский район)
Воскресе́нское — село в Лежневском районе Ивановской области, входит в состав Лежневского сельского поселения.

## География
Территория Воскресенского занимает часть Волго-Клязьминского междуречья и располагается на моренной и водноледниковой равнине, в 7,5 км к югу от районного центра Лежнево. Село стоит на правом берегу реки Ухтохмы, недалеко от её впадения в Уводь.
Климат окрестностей — умеренно континентальный с теплым летом и умеренно холодной снежной зимой.
В состав села входят улицы Молодёжная, Новая, Полевая, Светлая, Центральная и переулок Центральный.

## История
Воскресенское — древнее село, впервые упоминается под 1534 годом в завещании князя Андрея Васильевича Ногтева-Суздальского, согласно которому Воскресенское с окрестными деревнями князь Андрей наследует от своего отца Василия Андреевича и завещает племянникам Ивану Семёновичу и Андрею Ивановичу Ногтевым. В 1608—1609 годах в селе Воскресенском были сожжены поляками и литовцами церкви Воскресения Христова и Николая Чудотворца. Согласно выписке из отказных и отдельных книг от 12 мая 1612 года, село Воскресенское на реке Ухтохме входило в Опольский стан Суздальского уезда.
Блаженный Киприан, живший отшельником в лесу на острове реки Уводь, в семи вёрстах от села Воскресенского, был прихожанином Воскресенской церкви.
В XVII веке село Воскресенское перешло роду князей Прозоровских и до конца XIX века называлось Воскресенское-Прозоровских.
При Петре I, в 1713 году, вместо деревянной церкви была выстроена и освящена каменная церковь в честь Воскресения Господня. В 1751 году на средства владельцев села князей Голицыных над местом погребения блаженного Киприана Суздальского соорудили придел в честь Покрова Пресвятой Богородицы, который был освящён по благословению епископа Суздальского и Юрьевского Порфирия. Могила Киприана была известна как «погребок».
В 1791 году в селе построена Никольская церковь в стиле русского классицизма.
В 1913 году в центре села построена дача фабриканта Д. Л. Горностаева, где в 1931—1993 годах размещалась воскресенская школа.
В 1937 году Воскресенская и Никольская церкви были закрыты. В начале 1937 года священнослужители просили разрешения на перенос мощей Киприана из закрытой Воскресенской церкви в действующий храм. Перенесение не состоялось. 20 февраля 1938 года комиссия по ликвидации мощей Ивановского облисполкома вскрыла гробницу Киприана и изъяла мощи святого. Икона и металлическое надгробие были переданы в Центральный антирелигиозный музей, мощи поступили в Ивановский институт судебной медицины, откуда предполагалось передать их в Москву. Это было одно из последних мероприятий по вскрытию мощей в СССР. Местонахождение мощей блаженного Киприана ныне неизвестно.
До 2015 года село являлось административным центром упразднённого Воскресенского сельского поселения.
|                              |  |                                        |  |                         |  |                  |
| Церковь Воскресения Господня |  | Колокольня церкви Воскресения Господня |  | Церковь Святого Николая |  | Дача Горностаева |

## Население
| 1859 | 1905 |
| ---- | ---- |
| 418  | 339  |

| 1859 | 1905 | 2010 |
| ---- | ---- | ---- |
| 418  | ↘339 | ↗651 |

## Инфраструктура
Село не газифицировано, население обеспечивается газом в баллонах для бытовых нужд. Есть основная школа, детский сад «Радуга», библиотека, отделение Сбербанка России, почта, фельдшерско-акушерский пункт, магазины, дом ремёсел.

## Промышленность
- ООО «Воскресенская мануфактура»
- Ткацкая фабрика по изготовлению марли